# جائزة الشيخ حمد للترجمة والتفاهم الدولي
تأسست جائزة الشيخ حمد للترجمة والتفاهم الدولي في قطر- الدوحة عام 2015، بالتعاون مع منتدى العلاقات العربية والدولية، وهي جائزة عالمية يشرف عليها مجلس أمناء مستقل، ولجان تحكيم محايدة، ولجنة تسيير احترافية تشكلت لهذا الغرض.

## الرؤية
تسعى الجائزة إلى تكريم المترجمين وتقدير دورهم في تمتين أواصر الصداقة والتعاون بين أمم العالم وشعوبه، ومكافأة التميز، وتشجيع الإبداع، وترسيخ القيم السامية، وإشاعة التنوع والتعددية والانفتاح. كما تطمح إلى تأصيل ثقافة المعرفة والحوار، ونشر الثقافة العربية والإسلامية، وتنمية التفاهم الدولي، وتشجيع عمليات المثاقفة الناضجة بين اللغة العربية وبقية لغات العالم عبر فعاليات الترجمة والتعريب.

## الأهداف
• تكريم المترجمين وتقدير دورهم عربيًّا وعالميًّا في مد جسور التواصل بين الأمم والشعوب.
• تشجيع الأفراد ودور النشر والمؤسسات الثقافية العربية والعالمية على الاهتمام بالترجمة والتعريب والحرص على التميز والإبداع فيهما.
• الإسهام في رفع مستوى الترجمة والتعريب على أسس الجودة والدقة والقيمة المعرفية والفكرية.
• إغناء المكتبة العربية بأعمال مهمة من ثقافات العالم وآدابه وفنونه وعلومه، وإثراء التراث العالمي بإبداعات الثقافة العربية والإسلامية.
• تقدير كل من أسهم في نشر ثقافة السلام وإشاعة التفاهم الدولي، أفرادًا ومؤسسات.

## فئات الجائزة
الفئة الأولى: جوائز الترجمة، وتنقسم إلى الفروع الأربعة التالية:
1.الترجمة من اللغة العربية إلى اللغة الإنكليزية
2.الترجمة إلى اللغة العربية من اللغة الإنكليزية
3.الترجمة من اللغة العربية إلى إحدى اللغات الأجنبية الأخرى
4.الترجمة إلى اللغة العربية من إحدى اللغات الأجنبية الأخرى
تبلغ قيمة كل واحدة من هذه الجوائز مئتي ألف (200.000) دولار أميركي، ويحصل الفائز بالمركز الأول فيها على مئة ألف ( 100.000) دولار أميركي، والمركز الثاني على ستين ألف (60.000) دولار أميركي، والمركز الثالث على أربعين ألف (40.000) دولار أميركي
الفئة الثانية: جوائز الإنجاز ، وتمنح لترجمات من لغات مختارة إلى اللغة العربية ومن اللغة العربية إلى تلك اللغات.
الفئة الثالثة: جائزة التفاهم الدولي ، وتمنح تقديرًا لأعمال قام بها فرد أو مؤسسة، وأسهمت في بناء ثقافة السلام وإشاعة التفاهم الدولي.

## قيمة الجائزة
يبلغ مجموع قيمة الجائزة مليوني (2.000.000) دولار أميركي، وتتوزع على ثلاث فئات: جوائز الترجمة (800.000 دولار أميركي)، وجوائز الإنجاز (1.000.000 دولار أميركي)، وجائزة التفاهم الدولي (200.000 دولار أميركي).

## إدارة الجائزة
1- مجلس الأمناء:
- يتألف مجلس أمناء الجائزة من خمسة إلى عشرة أعضاء يتم اختيارهم من جنسيات عربية وأجنبية مختلفة لمدّة سنتين قابلة للتجديد.
- يقدم مجلس الأمناء النصح والمشورة، ويسهم في اختيار اللغات الأجنبية المخصصة للجائزة كل عام، ويشارك في تقويم الأداء الإداري والعلمي للجائزة.
- يجتمع مجلس الأمناء سنويا في الدوحة عند منح الجائزة.
2- لجان التحكيم:
تمنح الجوائز تبعا لتوصيات لجان تحكيم دولية مستقلة تختارها لجنة تسيير الجائزة بالتشاور مع مجلس الأمناء، ويمكن زيادة أو إنقاص عدد أعضاء كل لجنة حسب الحاجة، أو الاستعانة بمحكمين ذوي اختصاصات محددة لتقييم الأعمال في مجالات اختصاصاتهم.
3- لجنة التسيير:
تضطلع لجنة التسيير بمهام الإشراف على أعمال الجائزة وضمان شفافيتها والفصل التام بين عمليات الإدارة وبين اختيار الأعمال المرشحة وتحكيمها ومنحها الجوائز، ولا يحق لأي من أعضاء مجلس الأمناء أو لجان التحكيم أو لجنة التسيير الترشح للجائزة.

## مجلس الأمناء
• حسن نعمة – الأمين العام
• فاضل بيات
• سلمى الخضراء الجيوسي
• إيزابيلا كاميرا دافليتو
• بول ستاركي
• بيدرو مارتينث مونتابيث
• رئيس لجنة التسيير

## قواعد الترشيح والترشح
1. يتم الإعلان عن تاريخ بدء الترشيح والترشح في الربيع من كل عام.
2. ينحصر ترشح وترشيح الترجمات في الفترة الحالية في مجال الإنسانيات والعلوم الاجتماعية.
3. يتم الترشيح عن طريق مؤسسات (دور نشر أو مراكز بحوث أو معاهد وأقسام جامعية، إلخ.) أو عن طريق الترشح الفردي.
4. يجب أن يكون الترشح والترشيح لمترجمين على قيد الحياة.
5. لا يحق ترشيح أكثر من عمل واحد للمترجم الواحد، ويحق لكل مؤسسة ترشيح ثلاثة أعمال لمترجمين مختلفين.
6. يجب أن تكون الأعمال المرشحة منشورة خلال فترة خمس سنوات من تاريخ إعلان الترشيح والترشح.
7. تستثنى جائزة الإنجاز من شرط الفترة الزمنية، وتمنح عن مجموعة أعمال قدمت إسهامًا متميزًا على امتداد فترات طويلة.
8. يحق للجنة تسيير الجائزة ترشيح مترجمين أو أعمال مترجمة لم تترشح خلال فترة أسبوع واحد من تاريخ انتهاء موعد تقديم الطلبات.
9. يحق للجنة تسيير الجائزة الاستفادة من الأعمال الفائزة والفائزين في مجالات التعريف بالجائزة والترويج لها
10. لا يحق للفائز بأي من جوائز الشيخ حمد للترجمة والتفاهم الدولي الترشُّح ثانية لأي من فئاتها قبل انقضاء خمسة أعوام.

## معايير التحكيم
تعمل لجان التحكيم وفق المعايير التالية:
1. قيمة العمل المترجم (30 درجة)
• أهمية العمل في الثقافة المترجم منها 15 درجة
• أهمية العمل في الثقافة المترجم إليها 15 درجة
2. دقة الترجمة (40 درجة)
• الحفاظ على مضمون وروح العمل الأصل 15 درجة
• دقة ترجمة المصطلح وتوحيده 15 درجة
• الإضافات (تعليقات/حواش/فهارس فنية وبيبليوغرافية) 5 درجات
• الحذوفات 5 درجات
3. أسلوب الترجمة (30 درجة)
• سلامة اللغة إملائيا ونحويا وتعبيريا 15 درجة
• مقروئية الترجمة وسلاستها وجماليتها 15 درجة

## الدورات السابقة

### دورة 2024
| الفئة                                         | المركز   | الفائز                                                                                           | الكتاب المترجم                                                                                                   |
| --------------------------------------------- | -------- | ------------------------------------------------------------------------------------------------ | --- |
| الترجمة من اللغة العربية إلى اللغة الفرنسية   | 2        | رانية سماره                                                                                      | «نجمة البحر» لإلياس خوري                                                                                         |
| الترجمة من اللغة العربية إلى اللغة الفرنسية   | 3        | إلياس أمْحَرار                                                                                     | «نكت المحصول في علم الأصول» لأبي بكر ابن العربي                                                                  |
| الترجمة من اللغة العربية إلى اللغة الفرنسية   | 3 (مكرر) | ستيفاني دوغول                                                                                    | «سمّ في الهواء» لجبور دويهي                                                                                       |
| الترجمة من اللغة الفرنسية إلى اللغة العربية   | 2        | الحُسين بَنُو هاشم                                                                                  | «الإمبراطورية الخَطابية» لشاييم بيرلمان                                                                           |
| الترجمة من اللغة الفرنسية إلى اللغة العربية   | 2 (مكرر) | محمد آيت حنا                                                                                     | «كونت مونت كريستو» لألكسندر دوما                                                                                 |
| الترجمة من اللغة الفرنسية إلى اللغة العربية   | 3        | زياد السيد محمد فروح                                                                             | «في نظم القرآن، قراءة في نظم السور الثلاث والثلاثين الأخيرة من القرآن في ضوء منهج التحليل البلاغي» لميشيل كويبرس |
| الترجمة من اللغة الفرنسية إلى اللغة العربية   | 3 (مكرر) | لينا بدر                                                                                         | «صحراء» لجان ماري غوستاف لوكليزيو                                                                                |
| الجائزة التشجيعية                             |          | عبد الواحد العلمي                                                                                | «نبي الإسلام» لمحمد حميد الله                                                                                    |
| الترجمة من اللغة العربية إلى اللغة الإنجليزية | 3        | طاهرة قطب الدين                                                                                  | «نهج البلاغة» للشريف الرضي                                                                                       |
| الجائزة التشجيعية                             |          | إميلي درومستا                                                                                    | «ثورة على الشمس» لنازك الملائكة                                                                                  |
| الترجمة من اللغة الإنجليزية إلى اللغة العربية | 2        | مصطفى الفقي وحسام صبري                                                                           | «دليل أكسفورد للدراسات القرآنية» من تحرير محمد عبد الحليم ومصطفى شاه                                             |
| الترجمة من اللغة الإنجليزية إلى اللغة العربية | 2 (مكرر) | علاء مصري النهر                                                                                  | «صلاح الدين وسقوط مملكة بيت المقدس» لستانلي لين بول                                                              |
| الإنجاز في قسم اللغة الفرنسية                 |          | (مؤسسة البراق)، و(دار الكتاب الجديد المتحدة)                                                     | |
| الإنجاز في قسم اللغة الإنجليزية               |          | (مركز نهوض للدراسات والبحوث)، و(تشارلز بترورث).                                                  | |
| الإنجاز في لغة اليورُبا                        |          | شرف الدين باديبو راجي، ومشهود محمود جمبا                                                         | |
| الإنجاز في اللغة التترية                      |          | جامعة قازان الإسلامية                                                                            | |
| الإنجاز في اللغة البلوشية                     |          | دار الضامران للنشر                                                                               | |
| الإنجاز في اللغة الهنغارية                    |          | جامعة أوتفوش لوراند، وهيئة مسلمي المجر، وعبد الله عبد العاطي عبد السلام محمد النجار، ونافع معلا. | [ 3 ] |

### دورة 2017

#### جوائز الترجمة
| الفئة                  | المركز | الفائز(ة)                | الكتاب المترجم                                                           |
| العربية إلى الفرنسية   | الأول  | فيليب فيجرو              | مقامات الهمذاني                                                          |
| العربية إلى الفرنسية   | الثاني | فريدريك لاغرانج          | ترمي بشرر لعبده خال                                                      |
| العربية إلى الفرنسية   | الثاني | مي عبد الكريم محمود      | بابا سارتر لعلي بدر                                                      |
| الفرنسية إلى العربية   | الأول  | محمود طرشونة             | اليمن السعيد واليمن الإسلامي لراضي دغفوس                                 |
| الفرنسية إلى العربية   | الأول  | جان ماجد جبور            | زمن المذلولين لبرتران بديع                                               |
| الفرنسية إلى العربية   | الثاني | جمال شحيد                | المسرات والأيام لمارسيل بروست                                            |
| الفرنسية إلى العربية   | الثالث | محمد حاتمي ومحمد جادور   | الأصول الاجتماعية والثقافية للوطنية المغربية لعبد الله العروي            |
| الفرنسية إلى العربية   | الثالث | أحمد الصادقي             | ابن عربي: سيرته وفكره لكلود عداس                                         |
| العربية إلى الإنجليزية | الأول  | بول ستاركي               | القوقعة لمصطفى خليفة                                                     |
| العربية إلى الإنجليزية | الأول  | كاثرين هولز وآدم طالب    | طوق الحمام لرجاء عالم                                                    |
| العربية إلى الإنجليزية | الثاني | جبرائيل فؤاد حداد        | أنوار التنزيل في أسرار التأويل للبيضاوي                                  |
| الإنجليزية إلى العربية | الأول  | مجاب الإمام ومعين الإمام | أصول النظام السياسي، والنظام السياسي والانحطاط السياسي لفرانسيس فوكوياما |
| الإنجليزية إلى العربية | الثاني | يوسف بن عثمان            | دراسات نيوتنية لألكسندر كويريه                                           |
| الإنجليزية إلى العربية | الثالث | حمزة بن قبلان المزيني    | أي نوع من المخلوقات نحن؟ لنعوم تشومسكي                                   |

#### جوائز الإنجاز
| الفئة                                                                              | الفائز(ة) |
| ---------------------------------------------------------------------------------- | --- |
| جائزة الإنجاز للغة الفرنسية                                                        | دار سندباد |
| جائزة دراسات الترجمة والمعاجم                                                      | عيسى مميشي محمد الديداوي حسن سعيد غزالة |
| جوائز الإنجاز في اللغات الشرقية (الأردية والصينية والفارسية والمالاوية واليابانية) | عبد الجبار الرفاعي شوي تشينغ قوه (بسام) محمد السعيد جمال الدين عبد العزيز حمدي عبد العزيز ذاكر حافظ إكرام الحق جلال السعيد الحفناوي مؤسسة دائرة المعارف الإسلامية |

### دورة 2016
| الفئة                  | المركز | الفائز(ة)                                        | الكتاب المترجم                                                            |
| العربية إلى الإنجليزية | الأول  | مايكل كوبرسون                                    | مناقب أبي عبد الله أحمد بن محمد بن حنبل لابن الجوزي                       |
| العربية إلى الأسبانية  | الأول  | سلفادور بينيا مارتين                             | ألف ليلة وليلة                                                            |
| العربية إلى الأسبانية  | الثاني | أغناثيو فيراندو                                  | عزازيل يوسف زيدان                                                         |
| العربية إلى الأسبانية  | الثالث | محمود صبح                                        | ديوان الشعر العربي: مشرقي ومغربي                                          |
| الإنجليزية إلى العربية | الأول  | مراد تدغوت                                       | المرجع في علم المخطوط العربي ادم جاشيك                                    |
| الإنجليزية إلى العربية | الثاني | حسن حلمي                                         | مختارات من الأناشيد ومختارات من القصائد لإزرا باوند                       |
| الإنجليزية إلى العربية | الثالث | مصطفى محمد قاسم                                  | القسطنطينية – المدينة التي اشتهاها العالم 1924 – 1453 لفيليب مانسيل       |
| الأسبانية إلى العربية  | الأول  | صالح علماني                                      | عشر نساء لمارثيلا سيرانو                                                  |
| الأسبانية إلى العربية  | الثاني | سليمان العطار                                    | رواية الشريف العبقري دون كيخوتي دي لامانشا                                |
| الأسبانية إلى العربية  | الثالث | علي إبراهيم منوفي                                | حاتشبسوت: من ملكة إلى فرعون مصر تأليف تيريزا بيدمان وفرانثيسكو خ. فالنتين |
| جائزة الإنجاز          |        | مؤسسة البيت العربي إسبانيا – مدريد وقرطبة        |                                                                           |
| جائزة الإنجاز          |        | مؤسسة بانيبال لندن – المملكة المتحدة             |                                                                           |
| جائزة الإنجاز          |        | مؤسسة ابن طفيل للدراسات العربية المرية – إسبانيا |                                                                           |

### دورة 2015
| الفئة                  | المركز | الفائز(ة)                      | الكتاب المترجم                                |
| العربية إلى الإنجليزية | الأول  | غيرت يان فان خيلدر غريغور شولر | رسالة الغفران لأبي العلاء المعري              |
| العربية إلى الإنجليزية | الثاني | عمران أحسن خان نيازي           | الموافقات للشاطبي                             |
| العربية إلى الإنجليزية | الثاني | عيسى بُـلّاطة                    | العقد الفريد لابن عبد ربه                     |
| العربية إلى الإنجليزية | الثالث | فريال غزول جون فيرلندن         | أخبار مجنون ليلى لقاسم حداد                   |
| العربية إلى التركية    | الأول  | محمد جليك                      | العقل الأخلاقي العربي لمحمد عابد الجابري      |
| العربية إلى التركية    | الثاني | عثمان كومان                    | دلائل الإعجاز لعبد القاهر الجرجاني            |
| العربية إلى التركية    | الثالث | عمر توركر                      | شرح المواقف للإيجي للشريف الجرجاني            |
| الإنجليزية إلى العربية | الأول  | إمام عبد الفتاح إمام           | أوديسا التعددية الثقافية في جزأين لويل كمليكا |
| الإنجليزية إلى العربية | الثاني | فايز الصياغ                    | عصر التطرفات لإريك هوبزباوم                   |
| الإنجليزية إلى العربية | الثالث | أحمد سالم سالم علي عيسى        | تاريخ مصر في العصور الوسطى لستانلي لين بول    |
| الإنجليزية إلى العربية | الثالث | أحمد حسن المعيني               | الفرس لهوما كاتوزيان                          |
| التركية إلى العربية    | الأول  | فاضل بيات                      | مجموعة البلاد العربية في الوثائق العثمانية    |
| التركية إلى العربية    | الثاني | عبد القادر عبد اللي            | رواية طمأنينة لأحمد حمدي طانبنار              |
| التركية إلى العربية    | الثالث | صفوان الشلبي                   | لا وجود لما يدعى بالغد لعدة مؤلفين            |
| جائزة الإنجاز          |        | المنظمة العربية للترجمة        |                                               |